# Machine électrique
Pour les articles homonymes, voir Convertisseur.

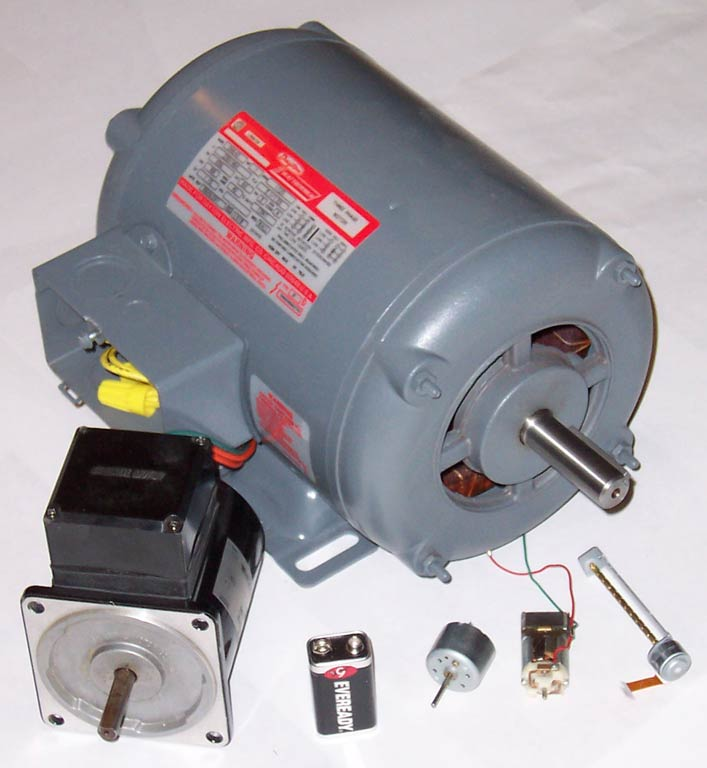
Différents types de moteurs (la pile 9 V sert de référence d'échelle).

Une machine électrique est un dispositif électromécanique fondé sur l'électromagnétisme permettant la conversion d'énergie électrique par exemple en travail ou énergie mécanique. Ce processus est réversible et peut servir à produire de l'électricité. Les machines électriques produisant de l'énergie électrique à partir d'une énergie mécanique sont communément appelées des génératrices, dynamos ou alternateurs suivant la technique utilisée. Les machines électriques produisant une énergie mécanique à partir d'une énergie électrique sont communément appelées des moteurs.
Cependant, toutes ces machines électriques étant réversibles et susceptibles de se comporter soit en « moteur » soit en « générateur » dans les quatre quadrants du plan couple-vitesse,,,, la distinction moteur/générateur se fait « communément » par rapport à l'usage final de la machine.
Les moteurs rotatifs produisent une énergie correspondant au produit d'un couple par un déplacement angulaire (rotation) tandis que les moteurs linéaires produisent une énergie correspondant au produit d'une force par un déplacement linéaire.
En dehors des machines électriques fonctionnant grâce à l'électromagnétisme il existe aussi des machines électrostatiques et d'autres utilisant l'effet piézoélectrique.
Les transformateurs sont aussi classés comme des machines électriques,. Ils permettent de modifier les valeurs de tension et d'intensité du courant délivrées par une source d'énergie électrique alternative, en un système de tension et de courant de valeurs différentes, mais de même fréquence et de même forme.

## Histoire

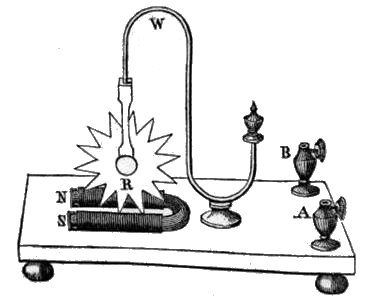
Schéma de la roue de Barlow.

En 1821, après la découverte du phénomène du lien entre électricité et magnétisme, l'électromagnétisme, par le physicien et chimiste danois Hans Christian Ørsted, le théorème d'Ampère et la loi de Biot et Savart, le physicien anglais Michael Faraday construit deux appareils pour produire ce qu'il appela une « rotation électromagnétique » : le mouvement circulaire continu d'une force magnétique autour d'un fil, en fait la démonstration du premier moteur électrique.
En 1822, Peter Barlow construit ce qui peut être considéré comme le premier moteur électrique de l'histoire : la « roue de Barlow » qui est un simple disque métallique découpé en étoile et dont les extrémités plongent dans un godet contenant du mercure qui assure le passage du courant. Elle ne produit cependant qu'une force juste capable de la faire tourner, ne lui permettant pas d'application pratique.
Le premier commutateur utilisable expérimentalement a été inventé en 1832 par William Sturgeon. Le physicien hongrois Ányos Jedlik en 1827 et le physicien prussien Moritz Hermann von Jacobi ont travaillé au développement du moteur électrique à courant continu sur le continent européen. Jacobi a développé le premier moteur électrique pratique à Königsberg en mai 1834. Le 13 septembre 1838 à Saint-Pétersbourg, il pilota un navire mû par son moteur électromagnétique d’une puissance de 220 W. Le bateau de Jacobi (de) naviguait à contre-courant sur la Neva avec une dizaine de passagers à bord : il put ainsi parcourir 7,5 km à une vitesse d'environ 2,5 km/h, ce fut également la première application pratique d'un moteur électrique.
Le premier moteur à courant continu fabriqué avec l'intention d'être commercialisé a été inventé par Thomas Davenport en 1834 puis breveté en 1837. Ces moteurs n'ont pas connu de développement industriel à cause du coût des batteries à l'époque. La vérification pratique de la réversibilité des machines électriques est faite par le physicien italien Antonio Pacinotti en 1864.
En 1869, l'inventeur belge Zénobe Gramme rend possible la réalisation des génératrices à courant continu en imaginant le collecteur. Il améliore les premières versions archaïques d'alternateurs (1867) et devient célèbre en retrouvant le principe de l'induit en anneau de Pacinotti. En 1871, il présentera à l'Académie des sciences de Paris la première génératrice industrielle de courant continu, que l'on appela machine de Gramme. En 1873, Hippolyte Fontaine, partenaire de Zénobe Gramme, réalise la première application industrielle de la transmission électrique des forces. Tout en démontrant à l'occasion de l'exposition de Vienne, la réversibilité de la machine de Gramme, il présente une expérience associant dynamo et moteur à courant continu, séparés par 2 km de fils électriques. Avant cette expérience décisive, l'énergie mécanique des cours d'eau devait être utilisée sur place, car intransportable sur de longues distances.
Le physicien Nikola Tesla dépose un brevet de « machine électrique-dynamo » en 1886 (publié en 1887).
La paternité de la machine asynchrone est controversée entre trois inventeurs : en 1887, le physicien Nikola Tesla dépose un brevet sur la machine asynchrone (publié en 1888),, puis en mai de l'année suivante cinq autres brevets. Pendant la même période Galileo Ferraris publie des traités sur les machines tournantes, avec une expérimentation en 1885, puis une théorie sur le moteur asynchrone en avril 1888. En 1889, Michail Ossipowitsch Doliwo-Dobrowolski, électricien allemand d'origine russe, invente le premier moteur asynchrone à courant triphasé à cage d'écureuil qui sera construit industriellement à partir de 1891.

## Machines tournantes

### Machine à courant continu

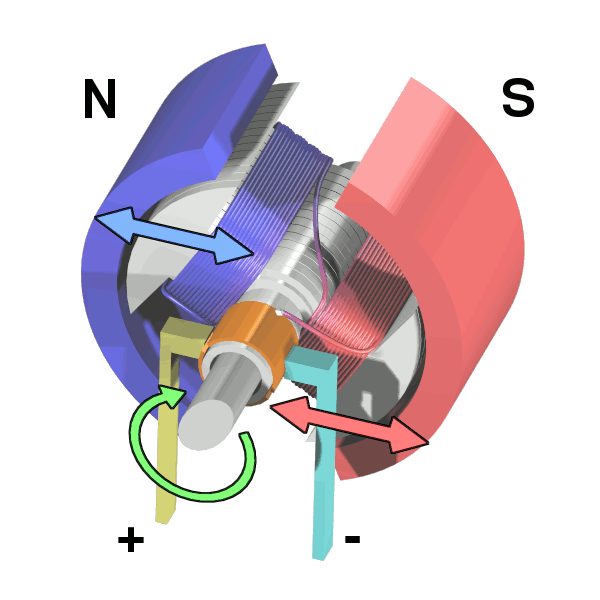
Description de la machine à courant continu.

Comme toutes les machines tournantes, les machines électriques à courant continu sont constituées d'un stator et d'un rotor,. Le stator crée une magnétisation longitudinale fixe à l'aide d'enroulements (inducteur) ou d'aimants permanents,. Le rotor est constitué d'un ensemble de bobines reliées à un collecteur rotatif. Le collecteur rotatif permet de maintenir fixe la direction transversale de magnétisation du rotor lorsque celui-ci tourne. Grâce à ce dispositif, les magnétisations, rotorique et statorique, sont toujours décalées de façon optimale (en quadrature),. Ce décalage provoque un couple selon la loi du flux maximum (un pôle nord attire un pôle sud), provoquant ainsi la rotation du rotor.
L'avantage principal des machines à courant continu réside dans leur adaptation simple aux moyens permettant de régler ou de faire varier leur vitesse, leur couple et leur sens de rotation : les variateurs de vitesse. Voire leur raccordement direct à la source d'énergie : batteries d'accumulateurs, piles, etc.
Le principal défaut de la machine à courant continu réside dans l'ensemble balais/ collecteur rotatif qui s'use, est complexe à réaliser et consomme de l'énergie. Un autre problème limite les vitesses d'utilisation élevées de ces moteurs lorsque le rotor est bobiné, c'est le phénomène de « défrettage », la force centrifuge finissant par casser les liens assurant la tenue des ensembles de spires (le frettage). Un certain nombre de ces inconvénients ont partiellement été résolus par des réalisations de moteurs sans fer au rotor, comme les moteurs « disques » ou les moteurs « cloches », qui néanmoins possèdent toujours des balais. Les inconvénients ci-dessus sont radicalement éliminés grâce à la technique du moteur brushless, aussi dénommé « moteur à courant continu sans balais », ou moteur sans balais.

### Moteurs sans balais
Un moteur sans balais, ou moteur « brushless », est un moteur synchrone, dont le rotor est constitué d'un ou de plusieurs aimants permanents et pourvu d'origine d'un capteur de position rotorique (capteur à effet Hall, synchro-résolver, codeur incrémental par exemple). Vu de l'extérieur, il fonctionne en courant continu. Son appellation Brushless vient du fait que ce type de moteur ne contient aucun balai. Par contre un système électronique de commande doit assurer la commutation du courant dans les enroulements statoriques. Ce dispositif peut être soit intégré au moteur, pour les petites puissances, soit extérieur. Le rôle de l'ensemble capteur-électronique de commande est d'assurer l'auto-pilotage du moteur c'est-à-dire le maintien de l'orthogonalité du flux magnétique rotorique par rapport au flux statorique, rôle autrefois dévolu à l'ensemble balais-collecteur sur une machine à courant continu.
Les moteurs brushless équipent en particulier les disques durs et les graveurs de DVD de nos ordinateurs. Ils sont également très utilisés en modélisme pour faire se mouvoir des modèles réduits d'avions, d'hélicoptères et de voitures ainsi que dans l'industrie, en particulier dans les servo-mécanismes des machines-outils et en robotique.

### Machines à courant alternatif
Pour les applications de faible et moyenne puissance (jusqu'à quelques kilowatts), le réseau monophasé standard suffit. Pour des applications de forte puissance, les moteurs à courant alternatif sont généralement alimentés par une source de courants polyphasés. Le système le plus fréquemment utilisé est alors le triphasé (phases décalées de 120°) utilisé par les distributeurs d'électricité.
Ces moteurs alternatifs se déclinent en trois types : les moteurs universels, les moteurs asynchrones, et les moteurs synchrones. Ces deux dernières machines ne diffèrent que par leur rotor.

#### Moteurs universels
Un moteur universel est un moteur électrique fonctionnant sur le même principe qu'une machine à courant continu à excitation série : le rotor est connecté en série avec l'enroulement inducteur. Le couple de cette machine indépendant du sens de circulation du courant est proportionnel au carré de son intensité. Il peut donc être alimenté indifféremment en courant continu ou en courant alternatif, d'où son nom. Pour limiter les courants de Foucault qui apparaissent systématiquement dans toutes les zones métalliques massives soumises à des champs magnétiques alternatifs, son stator et son rotor sont feuilletés.
Dans la pratique, ces moteurs ont un mauvais rendement, mais un coût de fabrication très réduit. Leur couple est faible, mais leur vitesse de rotation est importante. Quand ils sont utilisés dans des dispositifs exigeant un couple important, ils sont associés à un réducteur mécanique.
Ils sont principalement utilisés dans l'électroménager, par exemple les aspirateurs, l'outillage électroportatif de faible puissance (jusqu'à environ 1 200 W) et de nombreuses applications domestiques. On règle facilement leur vitesse de rotation avec des dispositifs électroniques peu coûteux tels que les gradateurs.

#### Machines synchrones

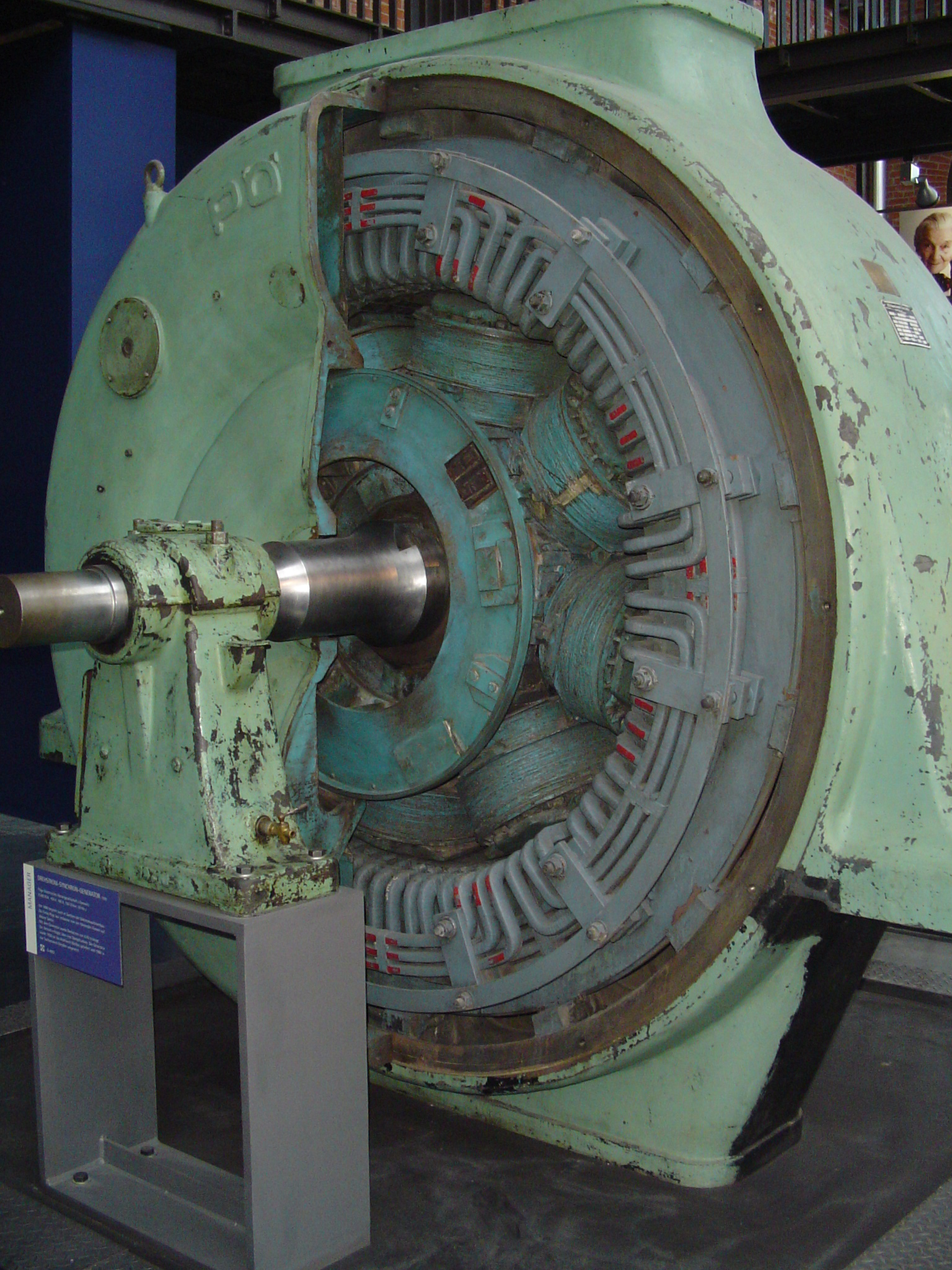
Génératrice synchrone de 2000 kVA datant de 1920.

La machine synchrone est souvent utilisée comme génératrice. On l'appelle alors « alternateur ». Mis à part pour la réalisation de groupe électrogène de faible puissance, cette machine est généralement triphasée. Pour la production d'électricité, les centrales électriques utilisent des alternateurs dont les puissances peuvent avoisiner les 1 500 MW.
Comme le nom l'indique, la vitesse de rotation de ces machines est toujours proportionnelle à la fréquence des courants qui les traversent. Ce type de machine peut être utilisé pour relever le facteur de puissance d'une installation. On appelle celle-ci un « compensateur synchrone ».
Les machines synchrones sont également utilisées comme moteurs dans les systèmes de traction (comme la deuxième génération de TGV) ; dans ce cas, elles sont souvent associées à des onduleurs de courant, ce qui permet de contrôler le couple moteur avec un minimum de courant. On parle d'« autopilotage » (asservissement des courants statoriques par rapport à la position du rotor).

#### Machines asynchrones

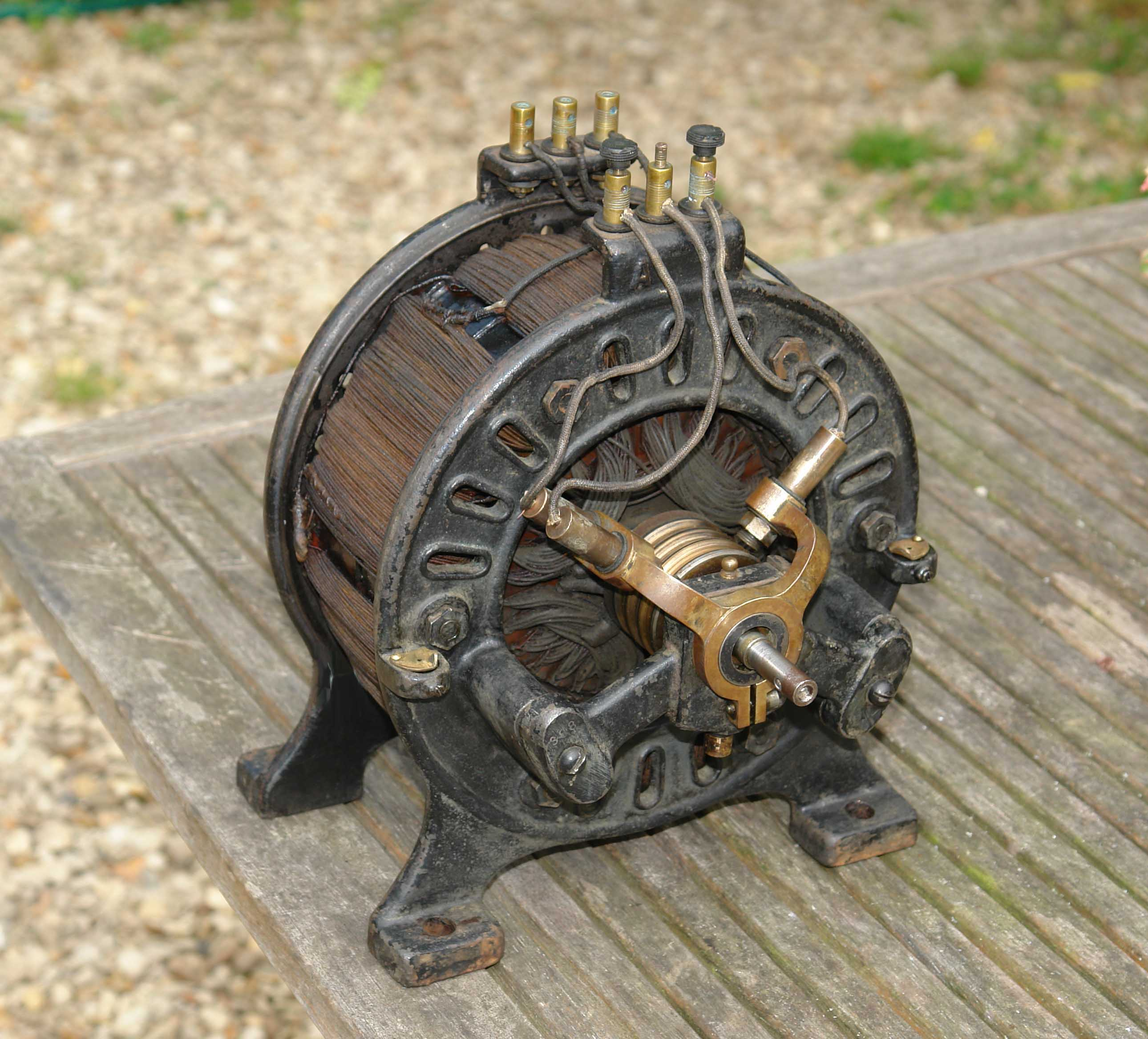
Ancien moteur à courant alternatif triphasé asynchrone à bagues, bobiné en anneau au stator, aux environs de 1910.

La machine asynchrone, connue également sous le terme d'origine anglo-saxonne de « machine à induction », est une machine à courant alternatif sans alimentation électrique du rotor. Le terme anglais provient des courants induits dans le rotor par induction électromagnétique. Le terme « asynchrone » provient du fait que la vitesse de ces machines n'est pas forcément synchronisée avec la fréquence des courants qui les traversent.
La machine asynchrone a longtemps été fortement concurrencée par la machine synchrone dans les domaines de forte puissance, jusqu'à l'avènement de l'électronique de puissance. On la retrouve aujourd'hui dans de nombreuses applications, notamment dans le transport (métro, trains, propulsion des navires), de l'industrie (machines-outils), dans l'électroménager, etc. Elles étaient à l'origine uniquement utilisées en moteur mais, toujours grâce à l'électronique de puissance, elles sont de plus en plus souvent utilisées en génératrice par exemple dans les éoliennes.

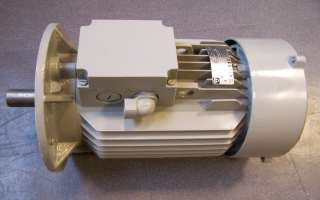
Machine asynchrone 8 kW.

En 2018, une équipe d'inventeurs bulgares dirigée par Alexander Hristov a développé une version plus efficace des moteurs asynchrones, dans laquelle la partie extérieure du rotor avec des enroulements électriques est séparée du noyau ferromagnétique. La partie ferromagnétique intérieure du rotor est montée au moyen de roulements sur l'arbre du moteur et peut tourner séparément de la partie extérieure du rotor. Ainsi, la partie extérieure du rotor avec l'arbre tourne de manière asynchrone comme dans les moteurs asynchrones traditionnels, et la partie intérieure du rotor tourne de manière synchrone avec le champ magnétique généré par le stator, c'est-à-dire comme le rotor d'un moteur synchrone. De cette manière, cela réduit les pertes dues à la génération de courants de Foucault et à la magnétisation continue du noyau ferromagnétique du rotor.
Pour fonctionner en monophasé, ces machines nécessitent un système de démarrage, condensateur en série sur l'un des enroulements (P max. 6 kW) ou bague de démarrage (P max. 400 W). Les moteurs à bague de démarrage sont employés dans les hottes aspirantes, pompes de vidange de machine à laver et ventilateurs car le couple de démarrage est extrêmement faible. Pour les applications de puissance, au-delà de 6 kW, les moteurs asynchrones sont uniquement alimentés par des systèmes de courants triphasés.

#### Machines autosynchrones
Ce sont des machines synchrones dont le démarrage se fait en asynchrone et lorsque la fréquence de rotation est proche du synchronisme, le rotor s'accroche au champ statorique en se synchronisant sur la vitesse du champ magnétique.
L'autopilotage (contrôle de la fréquence statorique en fonction de la vitesse rotorique) tend à faire disparaître cette technique.

#### Caractéristiques communes des machines à courant alternatif
Excepté pour le moteur de type universel, la vitesse de rotation des machines à courant alternatif est généralement liée à la fréquence des courants qui traversent ces machines.
Il existe une grande variété de moteurs hybrides (par exemple « asynchrone synchronisé » dans les pompes de lave-vaisselle).

### Moteurs pas à pas

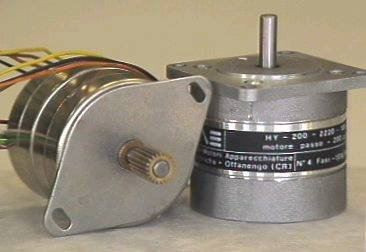
Deux moteurs pas à pas.

Un autre genre de moteur électrique est le moteur pas à pas. Un rotor interne contenant des aimants permanents est déplacé par un ensemble d'électroaimants placés dans le stator commutés par une électronique de puissance. L'alimentation ou non de chacun définit une position angulaire différente (l'enchaînement permet le mouvement). Les moteurs pas à pas simples ont un nombre limité de positions, mais les moteurs pas à pas à commande proportionnelle (alimentation variable des bobines) peuvent être extrêmement précis. On parle alors de « micro pas » puisque le moteur peut s'équilibrer entre deux pas.
Ces moteurs commandés par une électronique numérique sont une des formes les plus souples des systèmes de positionnement, en particulier dans les organes servocommandés numériquement : exemple, les moteurs de positionnement des têtes de lecture/écriture des disques durs d'ordinateur ont longtemps été positionnées par ce type de moteur, désormais trop lents pour cette application, ils sont remplacés par des moteurs linéaires à impulsion beaucoup plus rapides.

## Moteurs linéaires

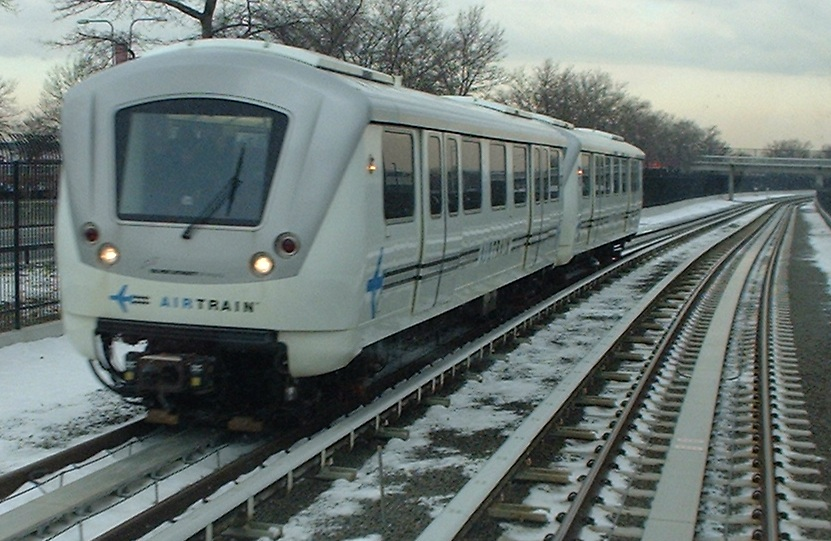
Les trains ART de Bombardier se déplacent grâce à la bande d'aluminium que l'on voit entre les voies.

Un moteur linéaire est essentiellement un moteur asynchrone dont le rotor a été « déroulé » de sorte qu'au lieu de produire une force de rotation par un champ électromagnétique tournant, il produise une force linéaire sur sa longueur en installant un champ électromagnétique de déplacement.

## Machines électriques et environnement
L'empreinte environnementale des machines électriques peut être réduite et leur efficacité énergétique améliorée, dès la conception (emploi de matériaux d'origine végétale, réduction de l'utilisation de solvants, emploi de tôles et de roulements de meilleure qualité, etc.). Leur recyclage ou réutilisation en fin de vie peuvent en outre être améliorés par l'écoconception.
L'impact environnemental du moteur électrique dépend surtout de l'électricité qu'elle consomme. Ainsi, l'impact de son fonctionnement dépend de la façon dont est produite l'électricité qui l'alimente : avec de l'électricité bas carbone (renouvelables ou nucléaire) ou fortement émettrice de CO2 (charbon, gaz ou pétrole).
Dans le cadre de la transition énergétique et de la substitution des usages fossiles, les moteurs électriques peuvent remplacer les moteurs à explosion dans certaines applications, ce qui peut contribuer à diminuer les émissions de dioxyde de carbone. Selon l'association Transport et Environnement une voiture électrique émet 77 % de CO2 en moins qu'une voiture thermique sur l'ensemble de son cycle de vie (fabrication, utilisation et recyclage). Cette diminution est d'environ 2/3 (66 %) pour la moyenne européenne.